# شانته‌لوو
شانته‌لوو (فرانسوی: Chantelouve‎؛ ‏تلفظ در فرانسوی: [ʃɑ̃tluv]) یک منطقهٔ مسکونی و کمون سابق در کشور فرانسه است که در ایزر واقع شده‌است. شانته‌لوو ۳۳٫۴۱ کیلومتر مربع مساحت دارد.